# Agents de lutte biologique commercialisés dans la région OEPP
La liste des agents de lutte biologique commercialisés dans la région OEPP comprend une centaine d'espèces, principalement d'arthropodes (insectes et acariens), plus quelques espèces de nématodes. Elle figure en annexe 1 de la norme OEPP PM 6/3 sur la sécurité de la lutte biologique.
Cette liste recense les agents de lutte biologique indigènes ou introduits, à l'exclusion des micro-organismes, reconnus par les experts de l'Organisation européenne et méditerranéenne pour la protection des plantes (OEPP) comme ayant été largement utilisés dans plusieurs pays de la région et qui peuvent être utilisés sans passer par les procédures de notification proposées dans les normes de l'OEPP PM 6/1 et PM 6/2,.

## Insectes

### Coléoptères
- Adalia bipunctata (Coccinelle à deux points)
- Aleochara bilineata
- Atheta coriaria
- Chilocorus baileyi
- Chilocorus bipustulatus
- Chilocorus circumdatus
- Chilocorus nigrita
- Coccinella septempunctata
- Cryptolaemus montrouzieri
- Delphastus catalinae
- Rhyzobius lophanthae
- Rodolia cardinalis
- Scymnus rubromaculatus
- Stethorus punctillum

### Diptères
- Aphidoletes aphidimyza
- Episyrphus balteatus
- Feltiella acarisuga

### Hémiptères  / Hétéroptères
- Anthocoris nemoralis
- Anthocoris nemorum
- Macrolophus pygmaeus
- Orius albidipennis
- Orius laevigatus
- Orius majusculus
- Picromerus bidens
- Podisus maculiventris

### Hyménoptères
- Anagrus atomus
- Anagyrus fusciventris
- Anagyrus pseudococci
- Aphelinus abdominalis
- Aphidius colemani
- Aphidius ervi
- Aphidius matricariae
- Aphytis diaspidis
- Aphytis holoxanthus
- Aphytis lingnanensis
- Aphytis melinus
- Aprostocetus hagenowii
- Bracon hebetor
- Coccophagus lycimnia
- Coccophagus rusti
- Coccophagus scutellaris
- Compariella bifasciata
- Cotesia marginiventris
- Dacnusa sibirica
- Diglyphus isaea
- Encarsia citrina
- Encarsia formosa
- Encyrtus aurantii
- Encyrtus infelix
- Ephedrus cerasicola
- Eretmocerus eremicus
- Eretmocerus mundus
- Gyranusoidea litura
- Leptomastidea abnormis
- Leptomastix dactylopii
- Leptomastix epona
- Metaphycus flavus
- Metaphycus helvolus
- Metaphycus lounsburyi
- Metaphycus swirskii
- Microterys nietneri
- Opius pallipes
- Praon volucre
- Pseudaphycus maculipennis
- Scutellista caerulea
- Tetracnemoidea peregrina
- Tetracnemoidea brevicornis
- Thripobius javae
- Trichogramma brassicae
- 'Trichogramma cacoeciae
- Trichogramma dendrolimi
- Trichogramma evanescens
- Trichogramma pintoi

### Neuroptères
- Chrysoperla carnea (chrysope verte)

### Thysanoptères
- Franklinothrips megalops
- Franklinothrips vespiformis
- Karnyothrips melaleucus

## Acariens
- Amblyseius andersoni
- Amblyseius barkeri
- Amblyseius degenerans
- Amblyseius swirskii
- Cheyletus eruditus
- Euseius gallicus
- Hypoaspis aculeifer
- Macrocheles robustulus
- Metaseiulus occidentalis
- Neoseiulus californicus
- Neoseiulus cucumeris
- Phytoseiulus persimilis
- 'Stratiolaelaps scimitus
- Typhlodromus pyri

## Nématodes
- Heterorhabditis bacteriophora
- Heterorhabditis megidis
- Phasmarhabditis hermaphrodita
- Steinernema carpocapsae'
- Steinernema feltiae
- Steinernema kraussei